# Paggo
Paggo foi um serviço fornecido pela Oi e Cielo, que consiste em um sistema onde a realização de transações comerciais é feita através de um telefone celular, permitindo compras comparadas a de um cartão de crédito.
Paggo surgiu em 2006 como a primeira iniciativa de Mobile payment no mercado brasileiro.
O telefone celular que até então era utilizado basicamente para comunicação por voz, SMS (Serviço de mensagens curtas) ou dados (navegação wap) pôde agregar ainda mais esta funcionalidade. Além da possibilidade de pagar despesas de uma maneira bem simples, digitando uma senha pessoal no celular, ainda é possível dispor de uma série de serviços de valor agregado, tais como: a recarga de minutos para qualquer telefone celular; a compra de ingressos de cinema através do celular; a transferência de recursos entre os clientes do pagamento com celular; a compra com segurança na internet; e varias outras aplicações para permitir a compra de bens e serviços na palma da mão de uma pessoa usando seu celular. 

## Segurança
As informações trafegadas nesse sistema tem seu conteúdo protegido por codificação utilizando chaves de criptografia que foram compartilhadas junto aos bancos participantes do sistema da Paggo, cuja proposta é seguir a segurança e o sigilo necessário para realizar uma transação financeira. Essa codificação é possível porque desde 2002 todo simcard da Oi é produzido com as chaves de criptografia para proporcionar a segurança exigida pelos bancos nacionais na oferta de mobile banking, e está presente nos aparelhos celulares dos clientes da Oi para permitir pagamentos com seu celular.

## História
A Paggo foi fundada em 2004, tendo por base a iniciativa  de estabelecer uma nova forma de pagamento.
No ano de 2005, firmou parceria com Oi para iniciar um projeto piloto de pagamentos móveis em Natal (Rio Grande do Norte).
Em 2007, foi formado o Oi Paggo para oferecer e administrar crédito para a carteira de clientes da Oi em toda a área de cobertura da empresa. Ao final de 2007, a Paggo Administradora de Crédito e a Paggo Acquirer foram adquiridas pela Oi por R$75 milhões.
Em 2010, Oi e Cielo estabeleceram um acordo para criar uma empresa dedicada a atividades de captura, transmissão, processamento e liquidação financeira de transações comerciais com a tecnologia de pagamento móvel. A Paggo Soluções é controlada pela Oi, com 50% do seu capital societário pertencente a Paggo Acquirer - empresa do grupo Telemar, e pela Cielo, com os 50% restantes de seu capital societário pertencente à CieloPar - empresa do grupo Cielo. A empresa foi formada com o objetivo de promover a inclusão dos atuais e de novos lojistas à rede credenciada da Cielo através de transações originadas em telefones celulares em todo o território nacional.